# Lophocryptis argyrophora
Lophocryptis argyrophora är en fjärilsart som beskrevs av George Francis Hampson 1914. Lophocryptis argyrophora ingår i släktet Lophocryptis och familjen nattflyn. Inga underarter finns listade i Catalogue of Life.